# Вишній Скалник
Вишній Скалник (словац. Vyšný Skálnik) — село, громада в окрузі Рімавска Собота, Банськобистрицький край, Словаччина. Кадастрова площа громади — 5,05 км². Населення — 150 осіб (за оцінкою на 31 грудня 2017 р.).
Перша згадка 1334 року.

## Населення
| Рік:            | 1994. | 2004.   | 2014.   | 2024.   |
| --------------- | ----- | ------- | ------- | ------- |
| Кількість осіб: | 149   | 152     | 147     | 145     |
| Різниця:        |       | +2,01 % | -3,28 % | -1,36 % |

| Рік:            | 2023. | 2024.   |
| --------------- | ----- | ------- |
| Кількість осіб: | 144   | 145     |
| Різниця:        |       | +0,69 % |